# Pleurotomella ohlini
Pleurotomella ohlini é uma espécie de gastrópode do gênero Pleurotomella, pertencente a família Raphitomidae.